# جابر جليل الكاظمي
جابر جليل كرم البديري الكاظمي (1956 في الكاظمية) هو شاعر عراقي، معظم أسرته يكتبون الشعر ومنهم عبد الستار الكاظمي وعادل الكاظمي.
درس الأدب العربي، ثم هاجر من العراق سنة 1980 إلى سوريا، ثم ما لبث أن انتقل منها إلى إيران سنة 1982 حيث ترأس هناك ”جمعية الشعراء الشعبيين“، وعمل مقدماً لبرنامج ”جمعية الشعراء الشعبيين“ في إذاعة طهران العربية حتى عام 1988 الذي هاجر فيه إلى لندن، والان هو متنقلاً مابين لندن والعراق.
وقد تناول الرواديد قصائد جابر الكاظمي وأصبحت قصائده مشهورة بينهم، ويشكّل الكاظمي ثنائياً مع الرادود باسم الكربلائي، حيث يعتمد الأخير على قصائد الكاظمي في مشاركاته في الحسينيات.

## الدواوين
يكتب الكاظمي باللهجة الفصحى واللهجة المحلية. وله العديد من الدواوين المطبوعة منها:
- الدموع الناطقة يقع في 26 جزء، وقد بدأ بطباعتها منذ عام 1982.
- الأغاريد في المدح والمواليد يقع في جزئين، طبع الأول عام 1996، والثاني عام 2001.
- أبوذية جابر الكاظمي. طبع عام 1996.
- ألف بيت في تاريخ أهل البيت. طبع عام 1997.
- مصباح أمسى. طبع عام 1997.
- قصائد سمح بنشرها. طبع عام 1997.
- كليم الحسين. طبع عام 2011.

## وصلات خارجية
- لقاء مع الشاعر جابر الكاظمي
- بوابة الشعراء : ديوان الشاعر جابر جليل الكاظمي